# Френк Гененлоттер
Френк Гененлоттер (англ. Frank Henenlotter; 29 серпня 1950) — американський режисер і сценарист фільмів жахів.

## Біографія
Френк Гененлоттер народився 29 серпня 1950 року в Нью-Йорку. Уже в юнацькому віці зацікавився кінематографом, знімав аматорські короткометражні стрічки («Son of Psycho», «Lurid Women»). Його дебютний повнометражний фільм вийшов у 1982 році, і називався «Істота в кошику». Він був знятий на стику таких жанрів, як комедія, жахи і сплеттер, і розповідав про сіамських близнюків Дуейна і Білайла. Френк Гененлоттер виступив не тільки як режисер, але і сценарист фільму. Другим повнометражним фільмом Гененлоттер став фільм «Пошкодження мозку», що вийшов на екрани в 1988 році. Через два роки на екрани вийшли відразу два його фільми: «Франкеншльондра», який є варіацією на тему Чудовиська Франкенштейна, та «Істота в кошику 2», який продовжує історію Дуейна і Білайла. Фільмом «Істота в кошику 3: Потомство», що вийшов через два роки, в 1992 році, трилогія про сіамських близнюків була завершена. Після цього фільму в режисерській кар'єрі Гененлоттера починалося «затишшя»: за чотирнадцять років, з 1993 по 2007, не вийшло жодного нового фільму. У 2008 році на екран вийшов фільм «Погана біологія», сценарій до якого написаний спільно з Р. А. Торбеном.

## Фільмографія
| Рік  |     | Українська назва             | Оригінальна назва                             | Роль               |
| ---- | --- | ---------------------------- | --------------------------------------------- | ------------------ |
| 1982 | ф   | Істота в кошику              | Basket Case                                   | режисер, сценарист |
| 1988 | ф   | Пошкодження мозку            | Brain Damage                                  | режисер, сценарист |
| 1990 | ф   | Істота в кошику 2            | Basket Case 2                                 | режисер, сценарист |
| 1990 | ф   | Франкеншльондра              | Frankenhooker                                 | режисер, сценарист |
| 1991 | ф   | Істота в кошику 3: Потомство | Basket Case 3                                 | режисер, сценарист |
| 1998 | с   | Історії про привидів         | Ghost Stories                                 | сценарист          |
| 2008 | ф   | Погана біологія              | Bad Biology                                   | режисер, сценарист |
| 2010 | док |                              | Herschell Gordon Lewis: The Godfather of Gore | режисер            |
| 2013 | док |                              | That's Sexploitation!                         | режисер, сценарист |
| 2014 | ф   |                              | Chasing Banksy                                | режисер, сценарист |
| 2017 | ф   |                              | The Trial of Mike Diana                       | режисер, сценарист |